# 你好英格兰
《你好英格兰》（英語：Namaste England）是由维普尔·奥卢图尔·沙哈指导的2018年印度宝莱坞浪漫喜剧片，它是2007年印度电影《晚安伦敦》的续集。